# Herman Vrijders
Herman Vrijders (* 29. Juli 1946 in Steenhuffel; † 16. Juli 2022 in Jette) war ein belgischer Radrennfahrer und nationaler Meister im Radsport.

## Sportliche Laufbahn
Vrijders war im Bahnradsport und im Straßenradsport aktiv. Als Amateur gewann er 1965 die nationale Meisterschaft in der Einerverfolgung. 1966 wurde er Dritter der Meisterschaft im Zweier-Mannschaftsfahren mit Emiel Coppens als Partner und Vizemeister im Straßenrennen bei den Militärmeisterschaften. 1967 holte er einen Etappensieg in der Belgien-Rundfahrt für Amateure.
Von 1968 bis 1978 war er Berufsfahrer. 1969 siegte er im Grand Prix de Fayt-Le-Franc, 1970 bei Brüssel–Ingooigem und im Grote Prijs Raymond Impanis (Super 8 Classic), 1971 im Rennen Schaal Sels, 1973 im Kampioenschap van Vlaanderen, 1974 und 1977 im Grote Prijs Stad Zottegem (Egmont Cycling Race). Sowohl als Amateur als auch als Radprofi gewann er eine Reihe von Kriterien in seiner Heimat. Zweiter wurde er im Flèche Enghiennoise und im Omloop Schelde-Durme 1969 sowie im Grand Prix de Denain 1971.
Dritter wurde er im Leeuwse Pijl 1969 und 1976, im Kampioenschap van Vlaanderen 1970 und 1974, im Grand Prix Cerami 1973, im Omloop van de Fruitstreek 1975. In der Vuelta a España 1975 wurde er 54., 1976 hatte er die Rundfahrt nicht beendet.